# 首都移転計画
「首都移転計画」（しゅといてんけいかく）は、日本の女性アイドルグループ、チームしゃちほこの4枚目のシングル。2013年6月19日にワーナーミュージック・ジャパンから発売された。
チームしゃちほこの「日本先行メジャーデビュー」シングル。

## 概要
ジャパニーズ・エディション/ナゴヤ・エディションの2形態での発売。
本曲の特徴的なフレーズである「つけて味噌味噌、かけて味噌味噌」は、愛知県を中心に販売されている味噌風味調味料「つけてみそかけてみそ」をモチーフとしている。本曲の公式MV冒頭の会議シーンでは「つけてみそかけてみそ」が揚げ物と合わせて置かれている。

## 収録曲

### ジャパニーズ・エディション（通常盤）
1. 首都移転計画
作詞：Naoki Takada、作曲：Naoki Takada・Shintaro "Growth" Izutsu、編曲：Shintaro "Growth" Izutsu
2. そこそこプレミアム
作詞・作曲・編曲：浅野尚志
3. マジ感謝
作詞・作曲：川副克弥、編曲：Kon-K・川副克弥
4. 首都移転計画（off vocal）
5. そこそこプレミアム（off vocal）
6. マジ感謝（off vocal）

### ナゴヤ・エディション（名古屋&会場限定盤）
1. 首都移転計画
作詞：Naoki Takada、作曲：Naoki Takada・Shintaro "Growth" Izutsu、編曲：Shintaro "Growth" Izutsu
2. そこそこプレミアム
作詞・作曲・編曲：浅野尚志
3. サマラバ
作詞：Modoo-!、DJ金魚、ゆぅほ、作曲・編曲：Modoo-!
4. 首都移転計画（off vocal）
5. そこそこプレミアム（off vocal）
6. サマラバ（off vocal）